# El profesor Fontan
El profesor Fontan es el primer episodio de la primera temporada de la serie de televisión, Hermanos y detectives, emitido por primera vez en la versión española el 4 de septiembre de 2007.

## Sinopsis
Daniel Montero y su compañero Mansilla asumen el caso de la misteriosa muerte de un joven que acaba de terminar una novela. Los detectives, decididos a archivar el caso, ven el caso de otra manera con la llegada desde Argentina de Lorenzo, hermano desconocido de Daniel, que introduce incógnitas nuevas que ayudan a detener al verdadero culpable, el profesor.